# Patuxent Range
Il Patuxent Range, o Macizo Armada Argentina secondo la denominazione dell'Argentina, è un'importante catena montuosa antartica che fa parte dei Monti Pensacola in Antartide. 
La catena comprende Thomas Hills, Anderson Hills, Mackin Table oltre a vari nunatak e altre dorsali montuose delimitate da Foundation Ice Stream, Ghiacciaio Academy e Patuxent Ice Stream.
La catena montuosa fu scoperta e fotografata il 13 gennaio 1956 nel corso di un volo transcontinentale nonstop dai membri dell'Operazione Deep Freeze I della U.S. Navy in volo dal Canale McMurdo al Mar di Weddel e ritorno. La catena è stata mappata dettagliatamente dall'United States Geological Survey (USGS) nel 1967-68 sulla base di rilevazioni e foto aeree scattate dalla U.S. Navy nel periodo 1956-66.
La denominazione è stata assegnata dall'Advisory Committee on Antarctic Names (US-ACAN) in onore della Naval Air Station Patuxent River (di Cedar Point nel Maryland) situata sul fianco meridionale della foce del Patuxent River.

## Principali elementi di interesse geografico
- O'Connell Nunatak (84°43′S 65°08′W).[3]
- Shurley Ridge (84°54′S 65°23′W).[4]
- Mount Tolchin (85°06′S 65°12′W).[5]
- Mount Warnke (84°20′S 64°55′W).[6]
- Mount Yarbrough (84°24′S 66°00′W).[7]

## Elementi di interesse geografico
Gli elementi di interesse geografico comprendono:

### Anderson Hills
- Clark Ridge
- King Ridge
- Mount Cross
- Mount Lowry
- Mount Bruns
- Mount Murch
- Mount Stroschein
- Mount Suydam
- Mount Whillans
- Mount Woods
- MacNamara Glacier
- Weber Ridge
- Wrigley Bluffs

### Thomas Hills
- MacNamara Glacier
- Martin Peak
- Nance Ridge

### Altri elementi di interesse geografico
- Bennett Spires
- Bessinger Nunatak
- Blake Rock
- Brazitis Nunatak
- Brooks Nunatak
- Brown Ridge
- DesRoches Nunataks
- DeWitt Nunatak
- Foundation Ice Stream
- Houk Spur
- Lawrence Nunatak
- Lekander Nunatak
- Mackin Table
- Mount Bragg
- Mount Campleman
- Mount Dover
- Mount Dumais
- Mount Wanous
- Mount Weininger
- Natani Nunatak
- Patuxent Ice Stream
- Pecora Escarpment
- Phillips Nunatak
- Pierce Peak
- Plankington Bluff
- Postel Nunatak
- Snake Ridge
- Stout Spur
- Sullivan Peaks
- White Nunataks